# Finnegans Wake

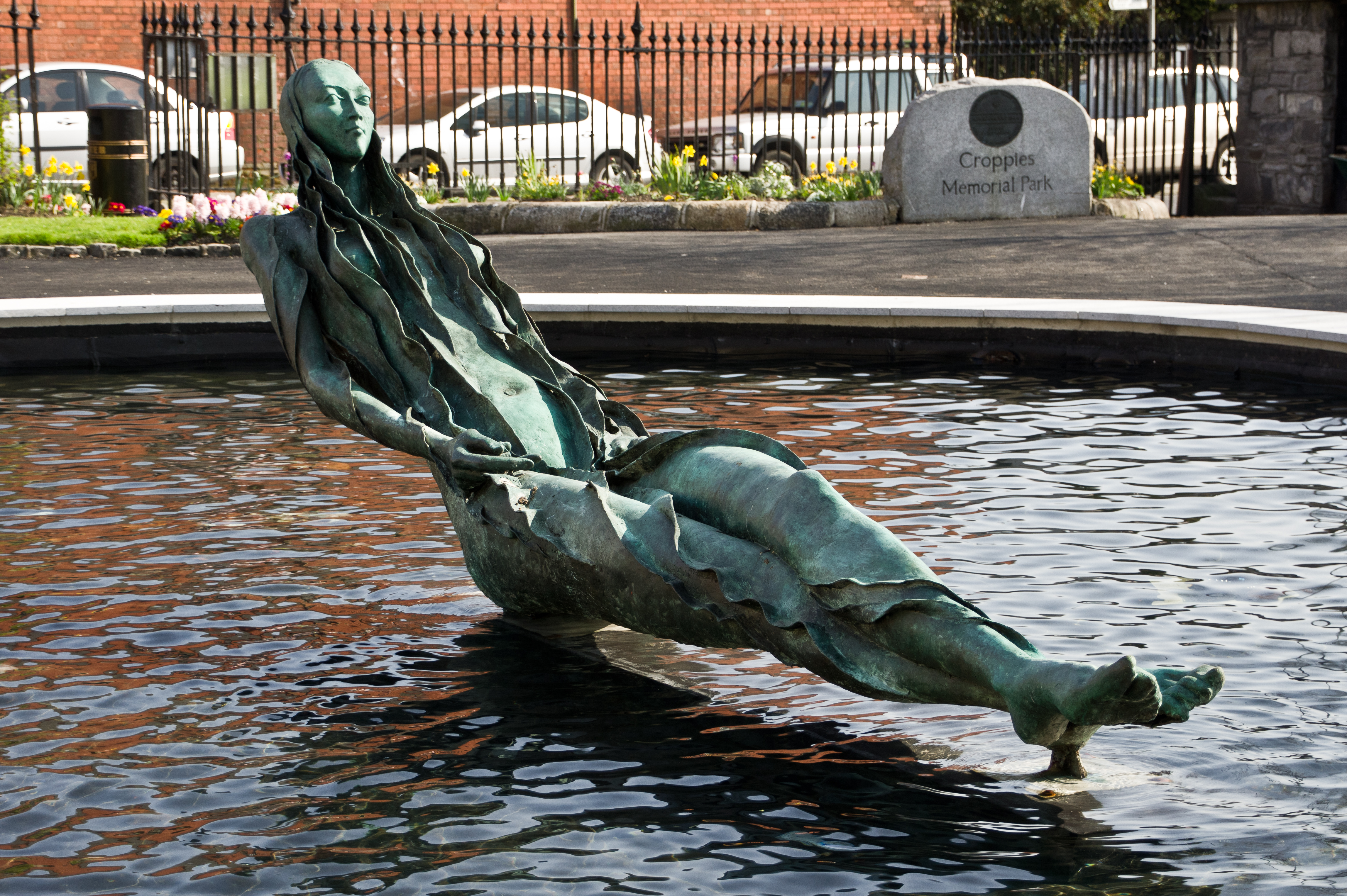
Fontein met een bronzen beeld van Anna Livia, de personificatie van de rivier de Liffey en een personage uit de roman Finnegans Wake. Het bronzen beeld van beeldhouwer Eamonn O'Doherty dateert uit 1988 en werd later verplaatst van O'Connell Street naar (zoals hier te zien) Croppies Acre Memorial Park in Dublin.

Finnegans Wake is de laatste roman van de Ierse schrijver James Joyce.

## Inhoud
De roman werd vanaf 1924 in delen gepubliceerd. In 1939 verscheen de eerste complete editie van het werk. Pas toen kreeg het de titel Finnegans Wake mee – een verwijzing naar het Ierse volksliedje Finnegan's wake.
Meer nog dan in de voorganger Ulysses maakt Joyce in Finnegans Wake gebruik van een modernistische stijl vol neologismen, cryptische verwijzingen en woordspelingen in diverse talen, waaronder het Nederlands.
Het boek geldt dan ook als uiterst ontoegankelijk. Volgens diverse critici is Finnegans Wake zelfs zo onbegrijpelijk dat het niet meer serieus te nemen is. Martin Amis bijvoorbeeld, beschreef de roman als: "Een kruiswoordopgave van 600 pagina's, met als oplossing: de." Anderen beschouwen het boek juist als een meesterwerk.
De meeste lezers zijn het erover eens dat Finnegans Wake zich afspeelt in Dublin in het jaar 1132, en dat het een dag beschrijft in het leven van de kastelein Humphrey Chimpden Earwicker, zijn vrouw en zijn twee kinderen. In het eerste hoofdstuk beschrijft Joyce de lotgevallen van Finnegan, een opperman die van grote hoogte naar zijn dood valt en voor wie een wake wordt gehouden. Talloze verwijzingen naar de wereldgeschiedenis en mythologie maken duidelijk dat we Finnegan en Earwicker als Elckerlijc-achtige figuren kunnen opvatten.
Finnegan zelf is een personage, maar wel een ongewoon personage. Hij is overleden als gevolg van een val van een ladder maar staat later weer op en dreigt zelfs te verrijzen. HCE betekent nu eens Humphrey Chimpden Earwicker, dan weer Here Comes Everybody of Haveth Children Everywhere.

## Nederlandse vertaling
Van de hand van Erik Bindervoet en Robbert-Jan Henkes verscheen in 2002 onder de titel Finnegans Wake een Nederlandse vertaling van de onvertaalbaar geachte roman.